# Matemática china

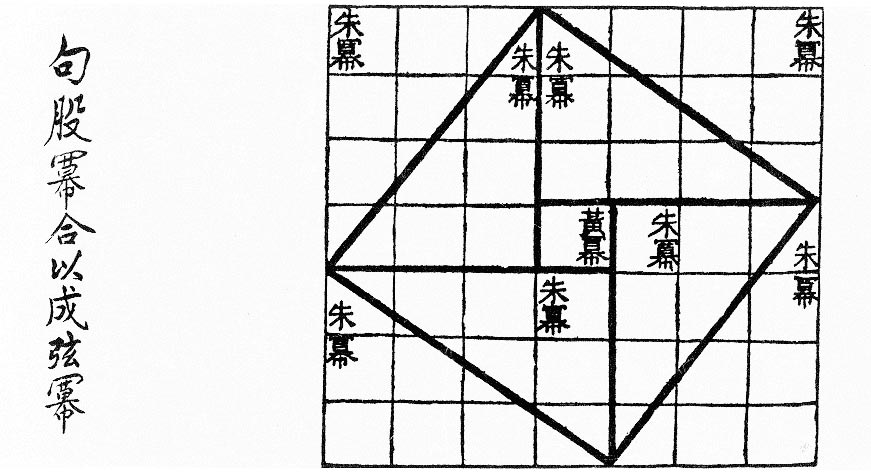
Demostración visual para el teorema de Pitágoras de lados de longitud (3, 4, 5) dada por Zhou Bi Suan Jing 500-200 a.C.

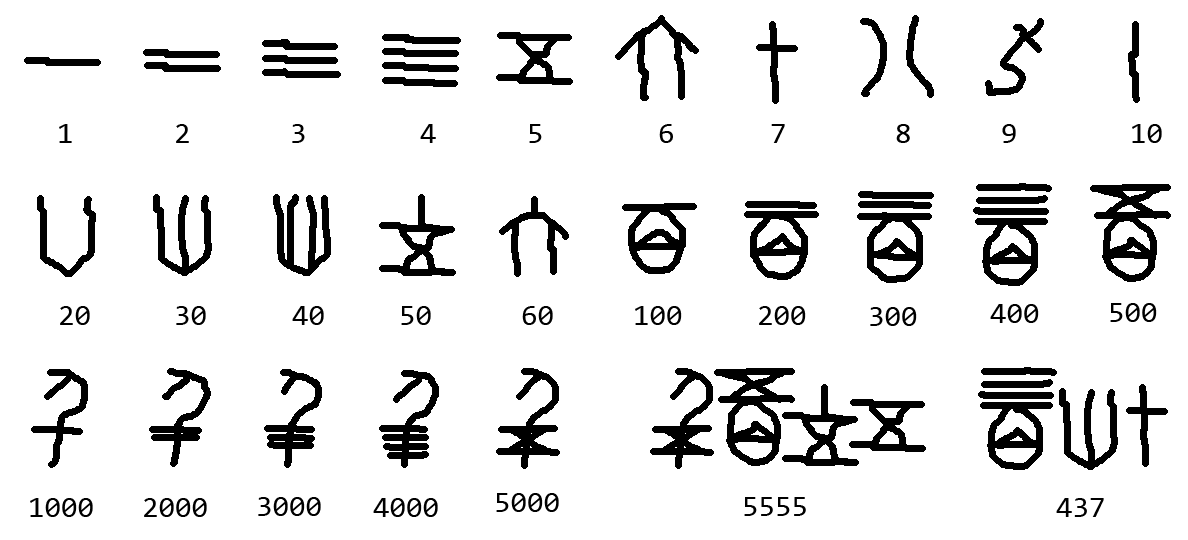
Sistema numérico tal como se produce en inscripciones oraculares sobre hueso.

La matemática china fue independiente de la matemática desarrollada por griegos, asiáticos, egipcios y babilonios. Sólo a partir de la expansión del Islam los contactos entre Occidente y China se hicieron suficientemente intensos para que se estableciera una influencia de la matemática desarrollada en China sobre la matemática conocida en Occidente. Por esa razón debe admitirse que hasta bien entrado el siglo XVII, existía una cultura matemática propiamente china, cuyo conocimiento se basa en antiguos inscripciones, manuscritos e incluso libros.
Las primeras matemáticas en China datan de la Dinastía Shang (1600 − 1046 a. C.) y consisten en números marcados en un caparazón de tortuga. Estos números fueron representados mediante una notación decimal. Por ejemplo, el número 123 se escribía, de arriba abajo, como el símbolo para el 1 seguido del símbolo para 100, luego el símbolo para el 2 seguido del símbolo para 10 y, por último, el símbolo para el 3. Este era el sistema de numeración más avanzado en su tiempo y permitía hacer cálculos para usarlos con el suanpan o el ábaco chino. La fecha de invención del suanpan no se conoce con certeza, pero la mención escrita más antigua data del 190 d. C., en Notas suplementarias sobre el Arte de las Cifras, de Xu Yue's.
Desde el siglo III a. C. los chinos dieron una original demostración del teorema de Pitágoras, calcularon el número π por aproximación y resolvieron sobre el tablero de damas las ecuaciones de primer grado. Sin embargo, el empleo del cero no apareció hasta el siglo VII de nuestra era. Durante los siglos XII y XIII el álgebra china alcanzó un brillante esplendor.
Incluso después de que las matemáticas europeas comenzasen a florecer durante el Renacimiento, las matemáticas chinas y europeas mantuvieron tradiciones separadas, con un significativo declive de las chinas, hasta que misioneros jesuitas como Matteo Ricci intercambiaron las ideas matemáticas entre las dos culturas entre los siglos XVI y XVIII.

## Era imperial

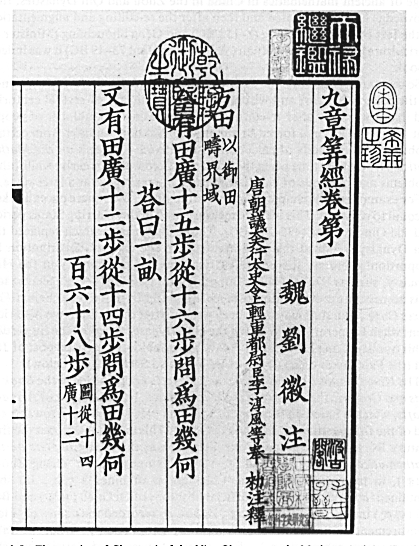
Los nueve capítulos sobre el arte matemático.

El emperador Qin Shi Huang ordenó en el 212 a. C. que todos los libros de fuera del estado de Qin fueran quemados. El mandato no fue obedecido por todo el mundo, pero como consecuencia se conoce muy poco acerca de la matemática en la China ancestral. El libro de matemáticas más antiguo que sobrevivió a la quema fue el I Ching, que usa trigramas y hexagramas para propósitos filosóficos, matemáticos y místicos. Estos objetos matemáticos están compuestos de líneas enteras o divididas llamadas yin (femenino) y yang (masculino), respectivamente (véase Secuencia del Rey Wen).
La obra más antigua sobre geometría en China viene de canon filosófico mohista, hacia el 330 a. C., recopilado por los acólitos de Mozi (470-390 a. C.). El Mo Jing describió varios aspectos de muchos campos relacionados con la física así como proporcionó una pequeña dosis de matemáticas.
Después de la quema de libros, la dinastía Han (202 a. C.–220 d. C.) produjo obras matemáticas que presumiblemente abundaban en trabajos que se habían perdido. La más importante de estas es Los nueve capítulos sobre el arte matemático, cuyo título completo apareció hacia el 179 d. C., pero existía anteriormente en parte bajo otros títulos. La obra consiste en 246 problemas en palabras que involucran agricultura, negocios, usos geométricos para establecer las dimensiones de las pagodas, ingeniería, agrimensura y nociones sobre triángulos rectángulos y π (pi). También se usa el principio de Cavalieri sobre volúmenes más de mil años antes de que el propio Cavalieri lo formulara en Occidente. Se crearon pruebas sobre el Teorema de Pitágoras y una formulación matemática de la eliminación de Gauss-Jordan. Liu Hui hizo un comentario de la obra hacia el siglo III.
En resumen, las obras matemáticas astrónomo e inventor Zhang Heng (78–139 d. C.) del período Han contenían una formulación para {\displaystyle \pi } también, la cual difería de los cálculos de Liu Hui. Zhang Heng usó su fórmula de {\displaystyle \pi } para encontrar volúmenes esféricos. Estaban también los trabajos escritos del matemático y teórico de la música Jing Fang (78–37 a. C.); mediante el uso de la coma pitagórica, Jing observó que 53 quintas justas se aproximan a 31 octavas. Esto llevaría más tarde al descubrimiento del temperamento igual que divide a la octava en 53 partes iguales y no volvería a ser calculado con tanta precisión hasta que en el siglo XVII lo hiciese el alemán Nicholas Mercator.
Los chinos también hicieron uso de diagramas combinatorios complejos conocidos como cuadrado mágico y círculo mágico, descritos en tiempos ancestrales y perfeccionados por Yang Hui (1238–1398 d. C.).
En el siglo V, Zu Chongzhi de las dinastías meridionales y septentrionales calculó el valor de {\displaystyle \pi } hasta siete lugares decimales, lo que daba lugar al valor de {\displaystyle \pi } más exacto durante casi 1000 años.